# ティア (企業)
株式会社ティア（英: Tear Corporation）は、愛知県名古屋市北区黒川本通に本社を構え、葬儀会館ティアを展開および葬儀施行を行う葬祭業の企業である 。

## 概要
積立金、年会費不要で入会金のみの会員組織「ティアの会」の会員募集を行なっている。
直営会館は愛知県名古屋市及びその近郊を中心とし、大阪府門真市・寝屋川市・大東市と埼玉県越谷市・川口市にも展開している。また、フランチャイズ（下記節参照）でも展開している。

## 沿革
- 1997年（平成9年）7月7日 - 冨安徳久が株式会社ティアを設立[2]。
- 2006年（平成18年）6月2日 - 名証セントレックス上場（証券コード:2485）[2]。
- 2008年（平成20年）9月19日 - 名証2部に指定変更[2]。
- 2013年（平成25年）6月21日 - 東証2部に上場[2]。
- 2014年（平成26年）6月23日 - 東証1部・名証1部に指定変更[2]。
- 2017年（平成29年）5月 - 有限会社愛共（現・株式会社ティアサービス）の全株式を取得し完全子会社化[2]。
- 2019年（平成31年）4月 - 本社横に社員用研修施設「ティア・ヒューマンリソース・センター」を新設[新聞 1]。施設は4階建てで、延床面積は約1,300平方メートルあり、実際の式場を模した施設を備える[新聞 1]。
- 2022年（令和4年）4月 - 市場区分の見直しにより東京証券取引所の市場第一部からスタンダード市場に、名古屋証券取引所の市場第一部からプレミア市場にそれぞれ移行[2]。
- 2023年（令和5年）11月20日 - 株式会社八光殿を傘下に持つ株式会社NSSK-VV3および株式会社東海典礼を傘下にもつ株式会社NSSK-TTの全株式を取得し子会社化[4]。
- 2024年（令和6年）3月9日  - 直営ティア越谷で男女2人の遺体取り違えが発覚（下記当該節参照）
- 2025年（令和7年）1月  - 直営ティア瑞穂で同姓2人の遺体を取り違え。同年7月に報道（下記当該節参照）

## 創業家
- 冨安徳久（1960年 - ） - 創業者。愛知県生まれ。18歳で葬儀業界に入り、1997年にティアを創業
- 冨安達也 - 長男。愛知県生まれ。18歳より大手互助会・公益社で修行。独立して継活推進協会・MIJIKAソリューションズ代表

## 不祥事
従業員が香典窃盗
2023年4月17日、エスケーアイマネージメントが運営するフランチャイズ「ティア安城桜井」の従業員が、香典袋に入っていた現金12万円を盗んだ疑いで安城警察署に逮捕された。運営会社は「敬意を損なう弊社従業員の行動は言語道断であり、どのようなお詫びをしても償えるものでない」とお詫びして謝罪した 。
遺体取り違え（2024年3月）
2024年3月9日、 直営「ティア越谷」で男女2人の遺体取り違えが発覚。女性の遺体は男性の遺族が立ち会う中で火葬に付された。遺灰の中に男性が身に付けていないプラチナの指輪が出てきたことから発覚。本来は男性のひつぎを先に市営火葬場に運ぶ予定だったが、従業員が女性のものと取り違えた。ひつぎや遺体の手首に目印としてつけた名札などの確認を怠ったという。遺族は「謝られてもどうにもならない」と怒り心頭。同社は双方の遺族に謝罪。同社は取材に「非常に重く受け止めている。原因を究明し、再発防止を徹底したい」と回答した。
遺体取り違え（2025年1月）
2025年1月、「ティア瑞穂」にて同姓の人物の遺体の取り違えが発覚。女性の遺族が知らない遺品が出てきたことで発覚。もう1人は身寄りのない人物とのこと。

## 営業拠点

### 直営会館
名古屋市を中心にドミナント方式で葬儀会館を展開をしている。
- ティア中川（名古屋市中川区）
- ティア笠寺（名古屋市南区）
- ティア港（名古屋市港区）
- ティア山王（名古屋市中川区）
- ティア緑（名古屋市緑区）
- ティア御器所（名古屋市昭和区）
- ティア大幸（名古屋市東区）
- ティア黒川（名古屋市北区）
- ティア黒川東（名古屋市北区）
- ティア中村（名古屋市中村区）
- ティア相生山（名古屋市天白区）
- ティア西枇杷島（愛知県清須市）
- ティア蟹江（愛知県海部郡蟹江町）
- ティア名港（名古屋市港区）
- ティア浄心（名古屋市西区）
- ティア甚目寺（愛知県あま市）
- ティア豊明（愛知県豊明市）
- ティア守山（名古屋市守山区）
- ティア熱田（名古屋市熱田区）
- ティア豊橋（愛知県豊橋市）
- ティア豊橋南（愛知県豊橋市）
- ティア岡崎南（愛知県岡崎市）
- ティア四軒家（名古屋市守山区）
- ティア瑞穂（名古屋市瑞穂区）
- ティア名東（名古屋市名東区）
- ティア春日井（愛知県春日井市）
- ティア栄生（名古屋市西区）
- ティア岡崎北（愛知県岡崎市）
- ティア豊橋西（愛知県豊橋市）
- ティア岡崎中央（愛知県岡崎市）
- ティア道徳（名古屋市南区）
- ティア覚王山（名古屋市千種区）
- ティア本陣（名古屋市中村区）
- ティア岩塚（名古屋市中村区）
- ティア松葉公園（名古屋市中川区）
- ティア味美（愛知県春日井市）
- ティア滝ノ水（名古屋市緑区）
- ティア小牧中央（愛知県小牧市）
- ティア越谷（埼玉県越谷市）
- ティア鳩ヶ谷（埼玉県川口市）
- ティア門真（大阪府門真市）
- ティア寝屋川（大阪府寝屋川市）
- ティア大東（大阪府大東市）

### フランチャイズ

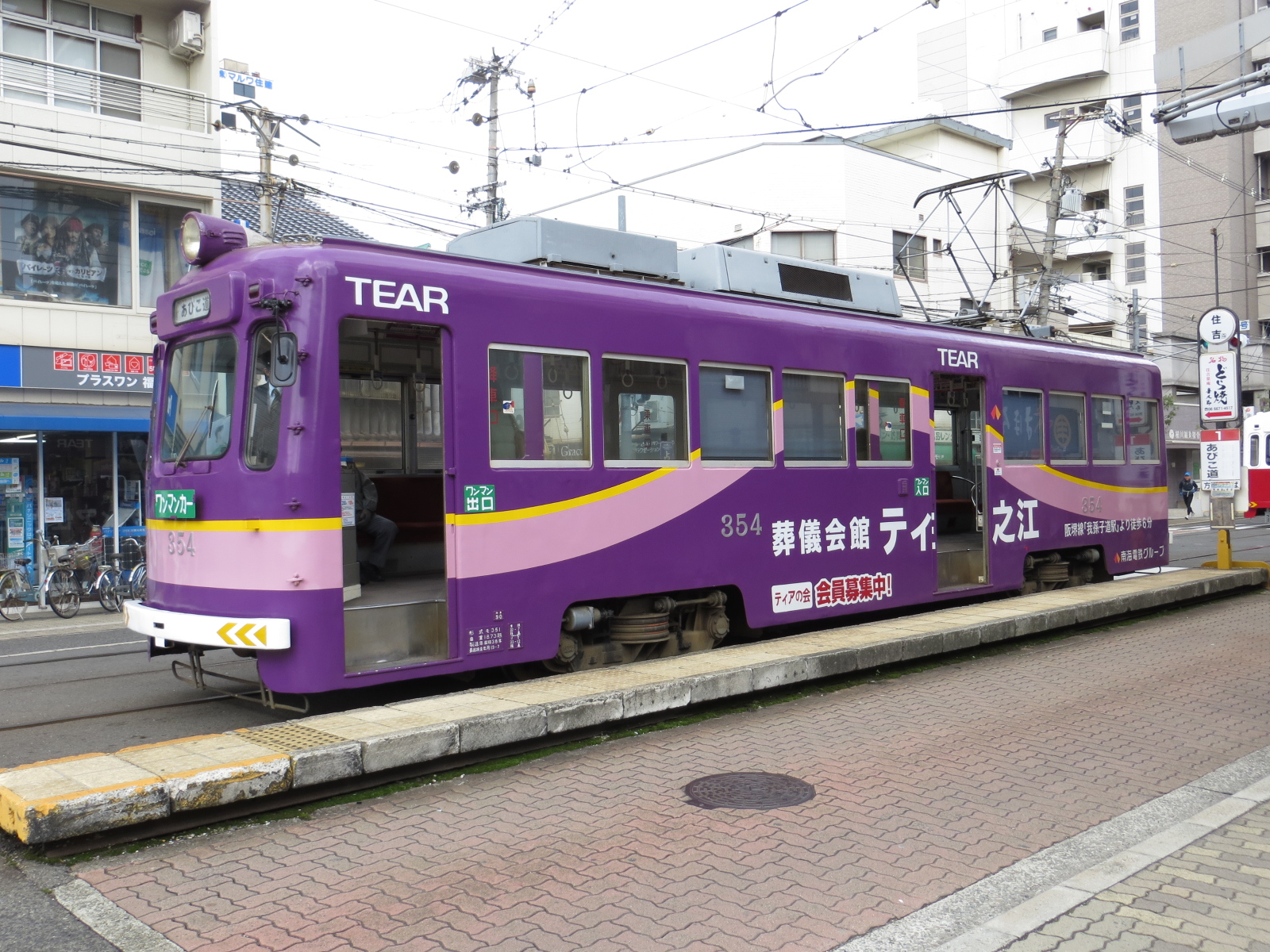
ティア住之江の路面電車広告（阪堺電軌、2013年3月）

- ティア各務原（岐阜県各務原市）
- ティア長良（岐阜県岐阜市）
- ティア又丸（岐阜県岐阜市）
- ティア加納（岐阜県岐阜市）
- ティア芥見（岐阜県岐阜市）
- ティア大垣（岐阜県大垣市）
- ティア那加（岐阜県各務原市）
- ティア蘇原（岐阜県各務原市）
- ティア知立（愛知県知立市）
- ティア瀬戸南（愛知県瀬戸市）
- ティア新瀬戸（愛知県瀬戸市）
- ティア半田南（愛知県半田市）
- ティア半田北（愛知県半田市）
- ティア西尾（愛知県西尾市）
- ティア桑名（三重県桑名市）
- ティア東海（愛知県東海市）
- ティア碧南（愛知県碧南市）
- ティア養老（岐阜県養老郡養老町）
- ティア海津（岐阜県海津市）
- ティア垂井（岐阜県不破郡垂井町）
- ティア相模大塚（神奈川県大和市）
- ティア土浦北（茨城県土浦市）

#### 南海グリーフサポート系列
以下は南海グリーフサポート株式会社（南海電気鉄道（株）100%子会社）が経営
- ティア橋本（和歌山県橋本市）
- ティア千代田（大阪府河内長野市）
- ティア泉大津（大阪府泉大津市）
- ティア貝塚（大阪府貝塚市）
- ティア富田林（大阪府富田林市）
- ティア住之江（大阪市住之江区）
- ティア藤井寺（大阪府藤井寺市）
- ティア美原（堺市美原区）
- ティア大野芝（堺市中区）
- ティア大阪狭山（大阪府大阪狭山市）
- ティア岸和田（大阪府岸和田市）
- ティア浜寺（堺市西区）
- ティア枚方（大阪府枚方市）

#### アルファ系列
以下は、株式会社アルファ（名古屋市）が経営
- ティア津（三重県津市）
- ティア白子（三重県鈴鹿市）

#### エスケーアイマネージメント系列
以下は、エスケーアイマネージメント株式会社（知多市、サカイホールディングス子会社）が経営
- ティア知多（愛知県知多市）
- ティア安城桜井（愛知県安城市）

### 新聞
1. 1 2  “模擬葬儀で研修 社員用施設開設 ティア”. 中日新聞朝刊:  p. 9. (2019年4月12日)